# Bohonal de Ibor (kommun)
Bohonal de Ibor är en kommun i Spanien.   Den ligger i provinsen Provincia de Cáceres och regionen Extremadura, i den centrala delen av landet, 160 km väster om huvudstaden Madrid. Antalet invånare är 559.